# Linia kolejowa nr 55
Linia kolejowa nr 55 – linia kolejowa łącząca stację Sokołów Podlaski ze stacją Siedlce. Linia jest jednotorowa, niezelektryfikowana. Odbywa się na niej wyłącznie ruch towarowy.
Linia kolejowa nr 55 stanowiła w przeszłości odcinek linii kolejowej nr 34. Została wyznaczona w 2004 r. po decyzji zarządcy o przekazaniu części infrastruktury na rzecz samorządu województwa mazowieckiego i rozbiórce torów pomiędzy Kosowem Lackim i Małkinią.